# Dirichlet-èta-functie

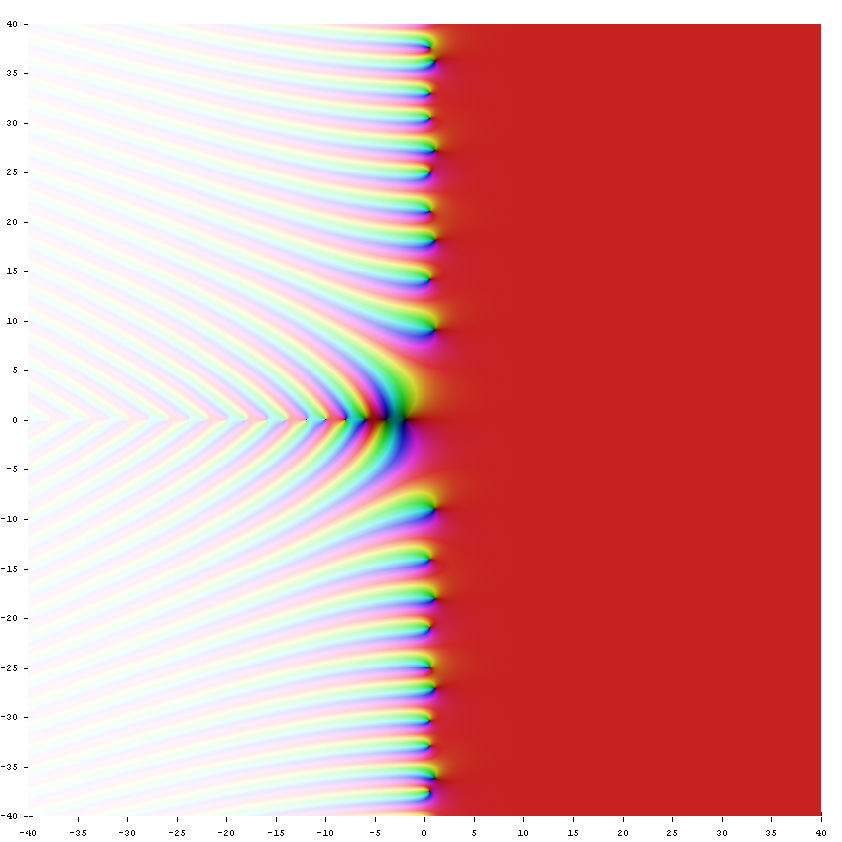
De Dirichlet-èta-functie in het complexe vlak. De kleur van een punt codeert voor de waarde van. Sterke kleuren duiden op waarden dicht bij nul en de tint codeert voor de waarde van het argument.

In de analytische getaltheorie, een deelgebied van de wiskunde, wordt de Dirichlet-èta-functie gedefinieerd door de onderstaande Dirichlet-reeks, die voor alle complexe getallen  met reëel deel > 0 convergeert.
{\displaystyle \eta (s)=\sum _{n=1}^{\infty }{(-1)^{n-1} \over n^{s}}={\frac {1}{1^{s}}}-{\frac {1}{2^{s}}}+{\frac {1}{3^{s}}}-{\frac {1}{4^{s}}}+\cdots }
Deze Dirichlet-reeks is de alternerende som die correspondeert met de Dirichlet-reeksontwikkeling van de Riemann-zèta-functie, ζ(s) - en om die reden staat de Dirichlet-èta-functie ook wel bekend als de alternerende zètafunctie, ook aangeduid met ζ*(s). De volgende eenvoudige relatie geldt:
{\displaystyle \eta (s)=\left(1-2^{1-s}\right)\zeta (s)}
Dit verbindt de Riemann-zeta functie met de eta functie, en voorziet in een analytische voortzetting van de Riemann zeta functie tot het domein {\displaystyle Re(s)>0}. Dit is een belangrijke stap, omdat het domein van de zeta functie daarmee uitgebreid wordt met de kritieke strook, waar alle niet-triviale nulpunten te vinden zijn die de kern vormen van de Riemann-hypothese.